# Metabiantes teres
Metabiantes teres – gatunek kosarza z podrzędu Laniatores i rodziny Biantidae.